# Polèmica sobre la llei musulmana entre Ibn Hazm i al-Baxí
La polèmica sobre la llei musulmana entre Ibn Hazm i al-Bají és el conjunt de debats teològics que es produïren a Mallorca entre aquests dos erudits musulmans durant el govern d'Abu-l-Abbàs ibn Raixiq, cap a l'any 1047. És el principal esdeveniment cultural de la Mallorca musulmana per la transcendència que va tenir en l'àmbit islàmic.

## Antecedents
Ibn Hazm era un eminent polític (fou visir del califa Abd-ar-Rahman V), escriptor, filòsof, jurista i teòleg andalusí, que evolucionà des dels posicionaments de l'escola jurídica tradicional malikita als de l'escola zahirita. Mantingué un dur enfrontament amb l'escola tradicional que el portà a una vida itinerant per distintes taifes peninsulars, d'on, malgrat la protecció dels governants, havia de fugir pels greus conflictes que provocava amb l'escola jurídica i, per tant, religiosa dominant.
El 1038 el valí de Mayurqa, de la Taifa de Dàniya, acollí ibn Hazm. Poc després, al pati de l'Almudaina, Ibn Hazm s'enfrontà dialècticament a l'eminent jurista mayurqí Abu-l-Walid ibn Bàriya al qual derrotà clamorosament fins al punt que el valí l'empresonà, i després l'exilià.
També el jurista mallorquí Abu-Abd-Al·lah ibn Awf es veié perjudicat per l'abassegadora personalitat i dialèctica d'Ibn Hazm. Les fonts islàmiques parlen que ibn Hazm arribà a dominar Mallorca des d'un punt de vista jurídic i religiós.
Un altre jurista malikí mallorquí, Muhàmmad ibn Saïd, tement ser vençut per Ibn Hazm, requerí la presència a Mallorca d'Abu-l-Walid al-Bají, aleshores considerat el més important representant del malikisme andalusí, que havia estat tretze anys peregrinant per Orient.

## La polèmica
Tot i que les fonts no són clares sobre el moment exacte en què van tenir lloc els debats entre els dos erudits, sembla que el més probable és que tinguessin lloc cap a l'any 1047.
Al-Bají era conscient que, fins aleshores, Ibn Hazm no solament havia vençut a tots els seus oponents, sinó que els havia humiliat i s'havia rigut de les seves idees, i que entre els juristes malikís es considerava imbatible, però això no el desanimà.
La disputa va tenir lloc de nou en presència del valí i, durant una sèrie de sessions, sembla que al-Bají va posar de manifest l'heterodòxia d'Ibn Hazm i el derrotà.
Després de la polèmica, ibn Hazm s'hagué d'exiliar de Mallorca i deixà d'influir en el camp jurídic. S'instal·là a la Taifa de Niebla, on morí en l'anonimat cap al 1063.